# Decanato Villoresi
Il decanato Villoresi è uno dei 63 decanati in cui è suddivisa l'arcidiocesi di Milano. Il decanato fa parte della zona pastorale IV di Rho, comprende 17 parrocchie e ha un'estensione di 68 km².
Il nome del decanato deriva dal canale Villoresi, che attraversa i territori delle 17 parrocchie.
Il decanato, che comprende una popolazione di oltre 100.000 fedeli, confina a nord con il decanato di Legnano, a sud con quello di Magenta, a est col decanato di Rho e ad ovest col decanato di Castano Primo.
L'attuale decano è don Giacinto Tunesi, parroco di Arluno.

## Storia

### La pieve di Parabiago
La distribuzione territoriale a cui il decanato Villoresi, in parte, è andato a sovrapporsi è quella della pieve di Parabiago, intitolata ai santi Gervaso e Protaso.

### Il vecchio decanato
Il 21 maggio 1972, in base al 46º sinodo diocesano che istituì i decanati nella diocesi, la pieve venne abolita e la città venne compresa nel decanato di Legnano e quindi nella zona pastorale IV di Rho. La pieve di Parabiago, pertanto, oggi è ridotta a parrocchia.

### Oggi
Successivamente fu creato questo decanato. Sia il parroco di Nerviano che quello di Parabiago hanno il titolo di prevosto.

## Parrocchie
Il decanato Villoresi comprende 17 parrocchie: quella di Parabiago è unita con le parrocchie di Ravello, San Lorenzo e Villastanza nella comunità pastorale "Sant'Ambrogio", quella di Pogliano Milanese insieme alla parrocchia della sua frazione Bettolino forma la comunità pastorale "Beato Francesco Paleari", la parrocchia di Vanzago, unita alla parrocchia di Mantegazza, forma la comunità pastorale "Madonna del Buon Consiglio", infine, le due parrocchie di Nerviano unite alle parrocchie delle sue frazioni di Sant'Ilario Milanese e di Garbatola formano la comunità pastorale "San Fermo".
Sono presenti anche due unità pastorali, una composta dalle parrocchie dei comuni di Casorezzo e Arluno, l'altra dalle parrocchie di Canegrate e San Giorgio su Legnano.

Vi è, all'interno del decanato, anche la parrocchia del comune di Pregnana Milanese.
| Denominazione                                                             | Chiesa Parrocchiale                                                   | Comune                                      | Abitanti | Sede amministrativa            | Sito istituzionale              |
| ------------------------------------------------------------------------- | --------------------------------------------------------------------- | ------------------------------------------- | -------- | ------------------------------ | ------------------------------- |
| Parrocchia dei Santi Apostoli Pietro e Paolo                              | Chiesa dei santi Pietro e Paolo                                       | Arluno                                      | 12.269   | Piazza Pozzobonelli, 1         | parrocchiadiarluno.it           |
| Parrocchia della Beata Vergine Assunta                                    | Chiesa della Beata Vergine Assunta                                    | Canegrate                                   | 12.488   | Via Zanzottera, 18             | parrocchiacanegrate.it          |
| Parrocchia di San Giorgio martire                                         | Chiesa di San Giorgio martire                                         | Casorezzo                                   | 5.523    | Piazza San Giorgio Martire, 26 | casorezzo.com                   |
| Parrocchia di Santo Stefano                                               | Chiesa di Santo Stefano                                               | Nerviano                                    | 16.901   | Piazza Santo Stefano, 26       | cpsfermonerviano.it             |
| Parrocchia di Maria Madre della Chiesa                                    | Chiesa di Maria Madre della Chiesa                                    | Nerviano                                    |          | Viale Kennedy, 60              | cpsfermonerviano.it             |
| Parrocchia di Sant'Ilario                                                 | Chiesa di Sant'Ilario                                                 | Sant'Ilario Milanese (frazione di Nerviano) |          | Via Don Antonio Cavallotti, 1  | cpsfermonerviano.it             |
| Parrocchia di San Francesco d'Assisi                                      | Chiesa di San Francesco d'Assisi                                      | Garbatola (frazione di Nerviano)            |          | Via San Francesco, 4           | cpsfermonerviano.it             |
| Parrocchia Prepositurale dei Santi Gervaso e Protaso                      | Chiesa dei Santi Gervaso e Protaso                                    | Parabiago                                   | 27.786   | Piazza Maggiolini, 18          | chiesadiparabiago.it            |
| Parrocchia di Gesù Crocifisso                                             | Chiesa di Gesù Crocifisso                                             | Ravello (frazione di Parabiago)             |          | Piazza Paolo VI, 1             | chiesadiparabiago.it            |
| Parrocchia dei Santi Martiri Lorenzo e Sebastiano                         | Chiesa dei Santi Martiri Lorenzo e Sebastiano                         | San Lorenzo (frazione di Parabiago)         |          | Via Luciano Manara, 23         | chiesadiparabiago.it            |
| Parrocchia della Visitazione della Beata Vergine Maria a Santa Elisabetta | Chiesa della Visitazione della Beata Vergine Maria a Santa Elisabetta | Villastanza (frazione di Parabiago)         |          | Via San Sebastiano, 4          | chiesadiparabiago.it            |
| Parrocchia dei Santi Apostoli Pietro e Paolo                              | Chiesa dei Santi Apostoli Pietro e Paolo                              | Pogliano Milanese                           | 8.380    | Via Monsignor Paleari, 75      | cpbeatopaleari.it               |
| Parrocchia di Santa Rita da Cascia                                        | Chiesa di Santa Rita da Cascia                                        | Bettolino (frazione di Pogliano Milanese)   |          | Via Madre Emma Bianchi, 5      | cpbeatopaleari.it               |
| Parrocchia dei Santi Apostoli Pietro e Paolo                              | Chiesa dei Santi Apostoli Pietro e Paolo                              | Pregnana Milanese                           | 7.311    | Piazza Santi Pietro e Paolo, 4 | www.parrocchiapregnana.it       |
| Parrocchia della Beata Vergine Assunta                                    | Chiesa della Beata Vergine Assunta                                    | San Giorgio su Legnano                      | 6.683    | Via Alessandro Manzoni, 25     | parrocchiadisangiorgio.com      |
| Parrocchia dei Santi Ippolito e Cassiano                                  | Chiesa dei Santi Ippolito e Cassiano                                  | Vanzago                                     | 9.284    | Via Pregnana, 1                | parrocchievanzagomantegazza.org |
| Parrocchia di Cristo Re                                                   | Chiesa di Cristo Re                                                   | Mantegazza (frazione di Vanzago)            |          | Via Roma, 54                   | parrocchievanzagomantegazza.org |